# ジョン・デューイ

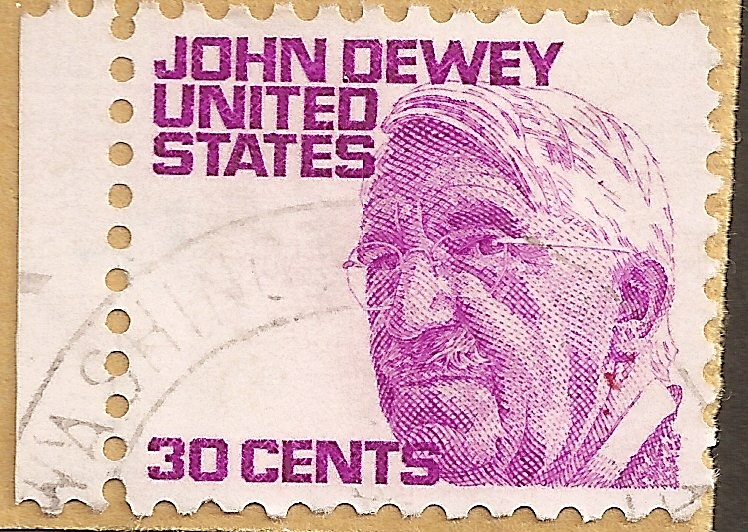
ジョン・デューイを記念した切手(1968年発行)

ジョン・デューイ（英語: John Dewey, 1859年10月20日 - 1952年6月1日）は、アメリカ合衆国の哲学者。チャールズ・サンダース・パース、ウィリアム・ジェームズとならんでプラグマティズムを代表する思想家である。また米国では機能主義心理学に貢献したことでも知られている。20世紀前半のアメリカ哲学者のなかでも代表的且つ進歩的な民主・民衆主義者（ポピュリスト）だった。
リチャード・ローティは「最も敬愛する哲学者」として評価し、「われわれをプラトンとイマヌエル・カントの呪縛（ドグマ）から解放した」と指摘したうえで、17世紀の哲学者がスコラ哲学に対して「革命」を興したように、「正確な表象」というそれまでの知識理論を拒絶した点でルートヴィヒ・ウィトゲンシュタインとマルティン・ハイデッガーに並ぶとしている。またヒラリー・パトナムもデューイをヒーローとしている。

## 略歴と業績

### バーモント大学学生時代とミシガン大学教授
1859年、アメリカバーモント州バーリントン町の食料品店に、父アーチボルトと母ルシナの三男として生まれる。デューイ家はイギリスから移住してきた開拓者の末裔で、父はその四代目だった。裕福とはいえず、少年時代のジョン・デューイは、新聞配達や農場の手伝いなどをして小遣いを稼いでいた。
15歳のとき、兄のDavis Rich Deweyが通っていた名門バーモント大学に入学。大学ではチャールズ・ダーウィンの進化論やオーギュスト・コントの実証主義哲学・社会哲学などに感化された。成績優等のためThe Phi Beta Kappa Societyに入会。
バーモント大学卒業後はペンシルベニア州で高校教師を2年間務めたが、中等高等教育機関での教師には自分は向かないと考えるようになり、バーモント州の小学校で一年ほど勤務する。1882年、ジョンズ・ホプキンズ大学大学院に再入学し、心理学者スタンレー・ホールのもとで学んだ後、同大学心理学研究所で働きながら、博士号を取得。出版されず紛失した博士論文の題は「カントの心理学」だった。1884年からミシガン大学に勤務。2年間講師を務めたあと、助教授に、1889年に30歳で教授になる。
このミシガン時代にはヘーゲルおよびドイツ観念論を主に研究していたが、1891年に留学先のドイツから帰国し同大学講師になったジョージ・ハーバート・ミードと交友関係をむすび、ヘーゲルの影響圏から抜け出す。ミードはウィリアム・ジェイムズの教え子であり、デューイはジェイムズにも影響を受けるようになる。

### シカゴ時代
1894年、新設されたシカゴ大学に哲学科主任教授として招かれ、ミードとともに移る。シカゴ時代に経験に基礎づけられた知識の理論を開発し、Thought and its Subject-Matterとしてまとめられ、さらに大学同僚との共著『Studies in Logical Theory (1903)』として出版される。のち新しいプラグマティズムとして認知される。

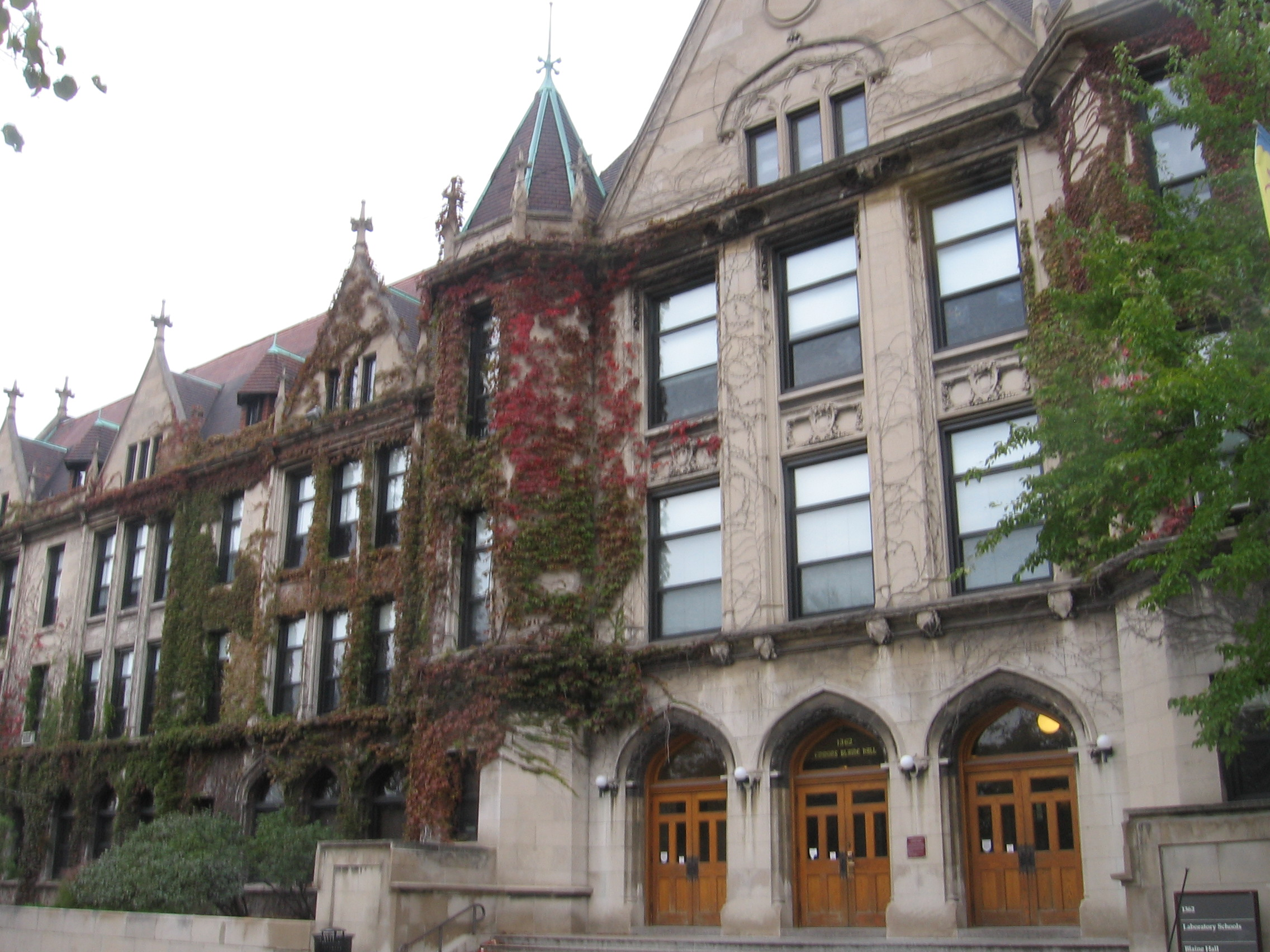
デューイが設立した実験学校

1896年には既存の心理学を根底から覆した、初期の最も重要な仕事ともいわれる「心理学における反射弓の概念The Reflex Arc Concept in Psychology」を発表する。同年1月、実験学校Laboratory School（のちシカゴ大学付属実験学校）をつくる。個人宅を借り、生徒は16人、教師は1人（他に補助教師が1人）であった。様々な折衝を経て、1898年秋には実験室や食堂などを敷設した校舎に移る。生徒は82人になっていた。翌1899年4月、関係者や生徒の親たちを前に、3年間の実験の報告を3度行う。この講演の速記をもとに出版されたのが後に教育理論の名著として知られることになる『学校と社会』（1899年）である。なお実験学校は1903年まで続き、のちデューイスクールと呼ばれる。なお同年、アメリカ心理学会会長に選出されてもいる。

### コロンビア大学時代
1904年からはニューヨークのコロンビア大学で哲学教授となり、晩年まで50年近く務める。デューイはコロンビア大学で、哲学者としても教育学者としても精力的に研究・執筆活動を行い、名実共にアメリカの哲学界・教育界の第一人者となった。1905年にはアメリカ哲学会会長就任。また歴史家チャールズ・ビアード、経済学者ソースティン・ヴェブレンとジェームズ・ハーベイ・ロビンソンらとともに、ニュースクール（のちニュースクール・フォー・ソーシャルリサーチ）を創設する。
1916年には『民主主義と教育』「Essays in Experimental Logic（実験論理学論考）」を発表。1919年から1921年にかけて日本と中国を訪れ、中国では長期滞在した(“Letters from China and Japan 1920")
1922年には『人間的自然と行為』を発表。1924年にはトルコに招へい。1925年、デューイの最も形而上学的省察といわれる『経験と自然』を発表。1926年、メキシコに招聘。1927年にはウォルター・リップマンの『幻の公衆』への応答として書かれ、民主主義を擁護した『公衆とその問題』を発表。
1928年にはソビエト連邦を訪れる。ソ連でデューイの教育理論が受け入れられたため視察に向かったのである。
1929年、世界恐慌が起きる。第一次世界大戦後の1920年代はアメリカの永久の繁栄が謳歌されていた時代であったが、それが崩壊する契機となる。危機の時代のなかで、1931年には『個人主義』を発表する。また1930年代には、教育予算が削減され、数々の学校が閉鎖したり教員が人員整理されたりした。これを受けてデューイも自身の教育理論を反省的に練り直すことになる。1933年にはチャイルズとの共著『経済状態と教育』を発表する。
1934年には『経験としての芸術』と宗教論である『誰でもの信仰』を発表する。1935年の『自由主義と社会的行動』などにおいて、伝統的な個人主義は、社会の集合状態に応じて、不断に計画（プランニング）し更新していくような実験的・協同的な思考と方法にまで再構成されるべきであると主張する。のちこの「実験主義」は『論理学：探究の理論』で一般理論化される。これらのデューイの思想は、1933年からのニューディール政策に対応したもので、フランクリン・D・ルーズヴェルトの「プランニングにおける政府と産業との協同体制」と反響したものだった。
1938年には、『論理学：探究の理論』、1939年にはファシズムの起源について論じた『自由と文化』、1949年にはトランスアクションの概念を論じた『知ることと知られたもの』を発表した。
太平洋戦争終結後の日本の占領期に、企画された（第1次）対日教育使節団のメンバーの候補者になった（第1案、第2案のみ）。

## 私生活
結婚は二度し、最初の妻はアリス・チップマンで六人の子供がいる。再婚した妻はロベルタ・グラントである。

## 思想

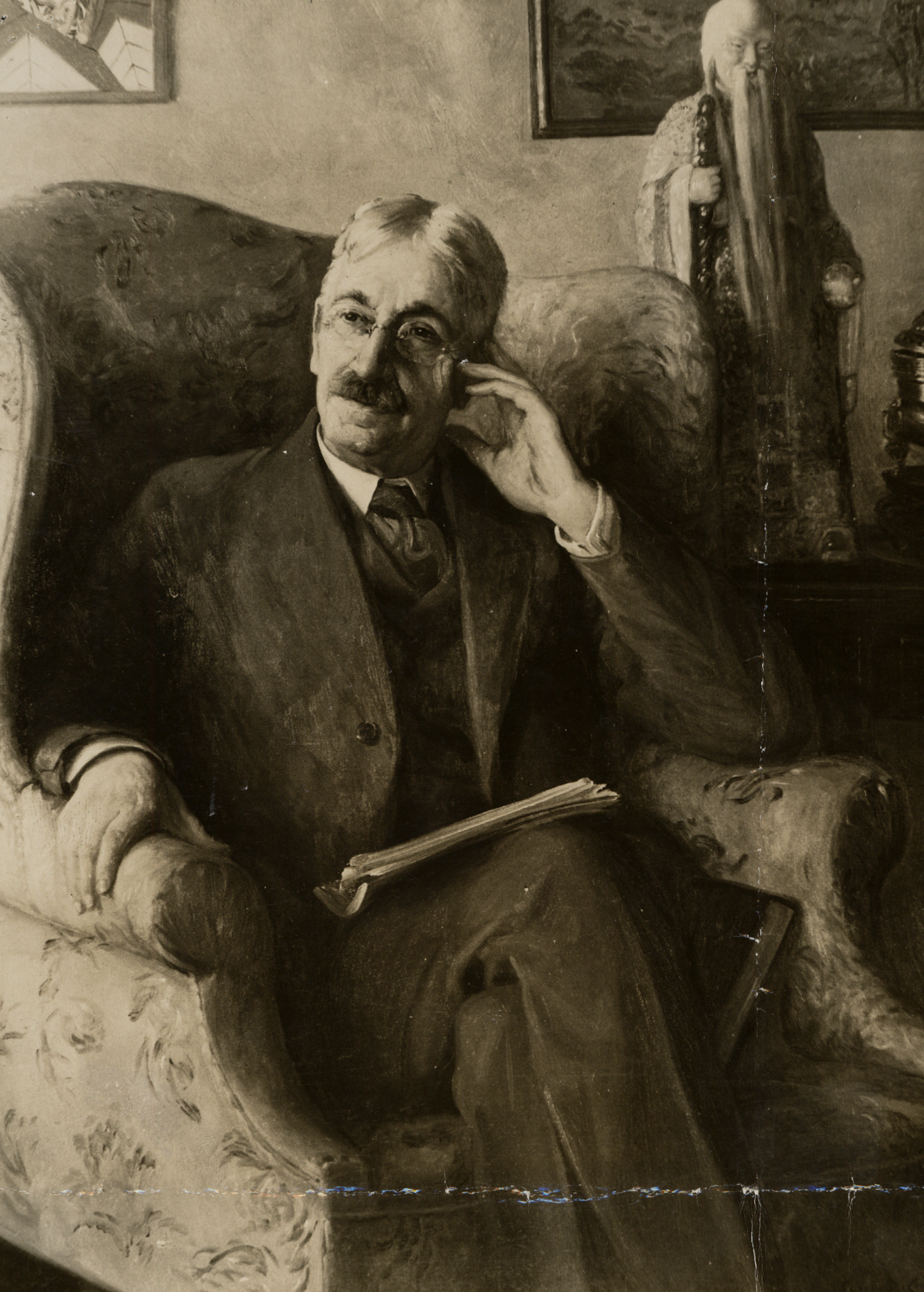
ジョン・デューイ.

ヘーゲルから影響をうけ、ヘーゲル的な観念論を、より人間的な経験と反省の世界に引き戻し、プラグマティズムの運動の最終段階として、市民的な思考の道具として「考える」ことを再構築した。

### 機能主義心理学
1887年の「心理学」では、ヘーゲル的な観念論と実験科学とを統合しようとした。ミシガン大学時代には、タフツやミードらとともに共同研究をし、のちシカゴ学派心理学を築く。これらはジェイムズの「心理学原理」に影響を受け、またヴント派よりも心と行動にもたらす社会環境の役割を強調したものだった。
1896年の「心理学における反射弓の概念」では反射弓（Reflex Arc）を刺激と反応がいかに主体の状況理解にもとづくかに注目し、その循環的体系を明らかにした。また、刺激・反応・感覚は分断されておらず、統合的な系であり、また刺激系統は経験によって豊かになっていくような調和性を持つとした。同様、反応も感覚的経験によって調整される。この論文は機能主義心理学の基礎と現在でも見なされている。
当時アメリカ心理学では、エドワード・ティチェナーらヴント派の構造主義心理学が主流であった。それは内観によって意識や心的経験を研究する科学として心理学を定義していた。これに対してジェイムズやデューイは意識的経験を重視した機能主義をうちだした。

### プラグマティズムと道具主義
- デューイは自身をプラグマティストとは考えずに、「道具主義」を称した。ジェイムズは英国哲学、とくに経験論と功利主義の系譜にあるのに対して、デューイはヘーゲルに影響を受け、またジェイムズほど多元主義でも相対主義でもなかった。
- 「価値」について、それを気まぐれな機能とか純粋に社会的に構築された機能とも考えずに、出来事に組み込まれた質と考えた。
- 絶対的に正確な「真理」や「知識」を求めるアプローチをドグマとして考え、「真理」とはむしろ「人々にとってより好ましく信じられるもの」として、その社会的機能や社会関係のなかにおける知識理論を構築した。そしてそれに相応しいアプローチとして、単線的なアプローチに対して、間違えることや紆余曲折を積極的に評価するより複合的なアプローチとしての「可謬主義」を唱えた。
- 社会的、文化的、技術的、哲学的な実験を、真理の仲介者といえると主張した。
- 宗教についてジェイムズは過剰な信仰を欠いた人々にとって人間生活は表面的で面白くないものだろうとしたうえで、どの宗派に属するかはともかくとしても、我々は有神論、無神論、一元論などのいずれかをわたる賭けを行っているとした。デューイはこれに対して、宗教的な制度や実践が人間生活において果たす役割を賞賛する代わりに、たとえば有神論における神のような、なんらかの静的な観念への信仰を拒絶する。デューイは科学的方法のみが人間の善をもたらすと考えていた。「神とは、我々を欲望や行為に駆り立てる観念的な目的の統一である」とした[9]。

1970年代にはいって、ローティやリチャード・バーンスタイン、ドイツの社会学者ハンス・ヨアスらによってこれらデューイの考え方の潜在力が再発見され、プラグラマティズムの意味さえも変えるようになった。しかし上記したように、デューイは自身をプラグマティストとは考えず、道具主義、機能主義、自然主義などと文脈に応じて称した。またトランスアクション（相互作用を意味するインタラクションとは異なる含意を持つ）という概念は、晩期デューイの知識理論および経験理論で頻繁に使用されたため、この概念の方がよりよく思想の概要を示すともいえる。

### 論理学
1938年に発表された「論理学：探究の理論」は、ジョン・スチュアート・ミルの「論理学体系」への応答であった。

### 倫理学
1908年のタフツとの共著『倫理学（第1版）』では、カント倫理学のような個別的で単一の道徳的な動機の存在を否定した。またベンサムの倫理学に対しては、「共感」はベンサムの考えるように自然な本能としてとらえるよりも、「共感を習慣的なものの見方となるまでの変容させ」、そのように習慣として変容した共感によってこそ、「曖昧模糊とした帰結すべてを見通す洞察力へと関心を向けさせる」と考えた。
どこまでが道徳的な善にかかわるもので、どこからが自然な傾向性を満足させることにかかわるものなのか、この二つに境界線を引くことはできない。人間の目的とは、最も十全かつもっとも自由なかたちで、自らの力をそれにふさわしい対象のうちに発揮することになる。善とは、友情、家族、政治的な関わり、機械の経済的な活用、科学、芸術から構成されるものである。…このような事柄から離れて成立する道徳的な善なるものなど存在しない。このような事柄から離れて成立する、中身のない「善き意志」など存在しない。

### 教育思想
また、デューイの学習論から出てくる問題解決学習は、コロンビア大学でかれの引退と入れ替わりに、世界で初めて大学の看護学部が誕生するとき、その教育方法の根底をなすものとして影響を与えた。彼の教育論は、人間の自発性を重視するものである。彼は人間の自発的な成長を促すための環境を整えるのが教育の役割だとした。
またデューイは、アレクサンダー・テクニークの創始者フレデリック・マサイアス・アレクサンダーの思想にも関心を寄せ、アレクサンダーの3つの著作の序文を書いた。

### 社会思想
民主主義の擁護にあたって、デューイは学校と市民社会の二つを根本要素とみなし、実験的な知性と多元性（plurality）の再構築が求められるとした。デューイは完全な民主主義は、選挙権の拡大によってのみ実現されるのではなく、市民、専門家、政治家らによる緊密なコミュニケーションによって形成される「十全な形」での世論（Public opinion）も不可欠であるとした。

## 東アジアにおける影響
- 日本最初の心理学者元良勇次郎はジョンズ・ホプキンズ大学に留学し、デューイの講座を受講し、1888（明治21）年に帰国してからは、東京英和学校、帝国大学文科大学にて精神物理学講義にてデューイやジェイムズの思想を紹介した。
- 日本の哲学者田中王堂（1868-1932）や帆足理一郎（1881‐1963）はデューイに学んだ。また田中王堂に学びのち憲法研究会の一員として日本国憲法の作成に関わった杉森孝次郎もデューイの思想に影響を受けた。
- 玉川学園の小原國芳はデューイ本人とは実際に対談することは叶わなかったが、デューイ婦人との交流について同学園のサイトでエピソードとして紹介している他、小原が長年に渡って実践してきた教育哲学は非常にデューイの思想に近く、京都大学の教授だった鰺坂二夫は『デューイの教育学』の中で、デューイ本人に小原が長年に渡って行ってきた実践を紹介したらデューイは驚愕するだろうと書いている[15]。
- 中国の哲学者胡適もコロンビア大学でデューイの指導を受け、帰国後に北京大学で、プラグマティズムを講義した。
- アメリカに留学した鶴見俊輔は、デューイをはじめとするプラグマティズムに深い影響をうけ、日本での啓蒙活動に従事するとともに、市民的な思考、市井の思想家として独自の「プラグマティズム」を実践した。また鶴見の著書「アメリカ哲学」などの影響で一時「思想の科学」にも所属していた上山春平は初期においてデューイ、パース、ジェイムズらプラグマティズムを研究紹介した[16]。
- 戦後教育界の指導的立場にあった梅根悟も、デューイの教育思想に影響を受け、コアカリキュラム運動の際などには、問題解決的学習というデューイのアイデアに則った提案をした[17]。

### 日中訪問

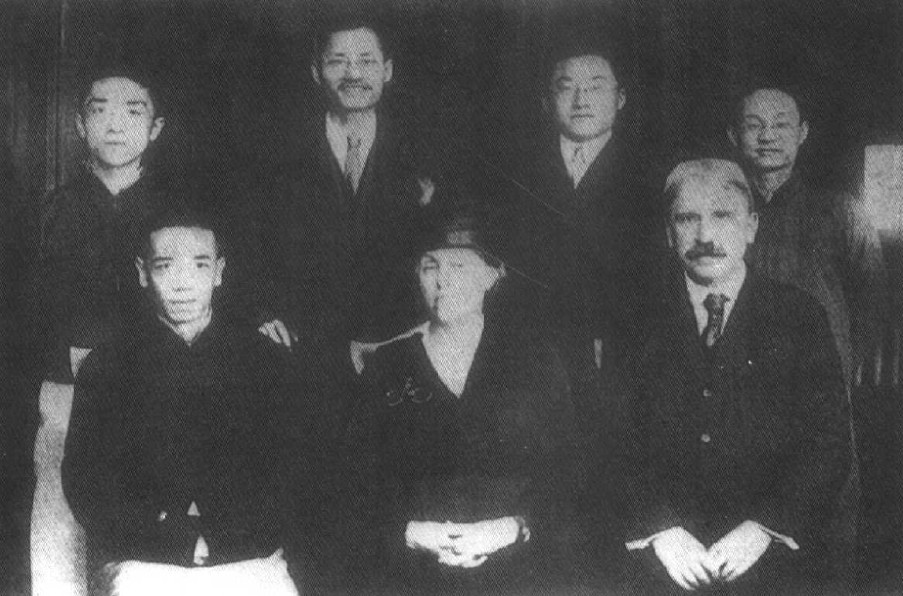
中国訪問時のデューイ（右下）。下段左からから、史量才、アリス、ジョン・デューイ。上段左から、胡適、蔣夢麟、陶行知、Zhang Zuoping。1919年

デューイは、日本、中国、ソ連にも招聘講義に出かけた。日本へは1919年の2月9日に妻のアリスとともに来日し、帝国ホテルののち友人であった新渡戸稲造が学長をつとめる東京女子大学の宿泊施設（新渡戸の文京区小日向の邸宅）に滞在した。2月25日から3月21日まで東京帝国大学で八回の講演が開催され、タイトルは、「現在の哲学の位置一哲学改造の諸問題The Position of Philosophy at the Present：Problems of Philosophic Reconstruction」だった。のち『哲学の改造』として岩波書店より刊行した。滞在中は日本の社会や教育に深い関心をもち、日本人がデモクラシーを口にしつつも、天皇を絶対視していることを帰国後に語ったといわれる。
また日本滞在中にアメリカの生徒であった中国人研究者によって北京大学、清華大学で講演することを求められ、4月28日に中国へ向かう。当時は日本の中国支配に対する学生たちの運動（五・四運動）が展開されていた。デューイは中国を大変気に入り、コロンビア大学に一年間の休暇を申請して、滞在期間は延長され1921年7月まで滞在した。デューイにとっての中国は「第二の国」であったといわれる。日中滞在中に留守宅の家族宛てに出した書簡集は“Letters from China and Japan”として1920年に刊行された（邦訳『ジョン・デューイが見た大正期の日本と中国』梓澤登訳・論創社、2024年1月）。

## 著作
- "The New Psychology" Andover Review, 2, 278–289 (1884)

河村望訳『哲学・心理学論文集』人間の科学社、1995年［デューイ＝ミード著作集（1）］
- Psychology (1887)
- Leibniz's New Essays Concerning the Human Understanding (1888)
- "The Ego as Cause" Philosophical Review, 3,337–341. (1894)
- "The Reflex Arc Concept in Psychology" (1896)
- "My Pedagogic Creed" (1897)
- The School and Society (1899)

上野陽一訳『學校と社會』三松堂、1901年
市村尚久訳『学校と社会／子どもとカリキュラム』講談社学術文庫、1998年
河村望訳『学校と社会／経験と教育』人間の科学社、2000年［デューイ＝ミード著作集（7）］
宮原誠一訳『学校と社会』岩波書店、2005年
- The Child and the Curriculum  (1902)

杉浦宏訳『児童とカリキュラム』関書院新社、1967年
市村尚久訳『学校と社会／子どもとカリキュラム』講談社学術文庫、1998年
河村望訳『明日の学校／子供とカリキュラム』人間の科学新社、2000年［デューイ＝ミード著作集（8）］
- The Relation of Theory to Practice in Education (1904)
- "The Postulate of Immediate Empiricism" (1905)
- Moral Principles in Education (1909) The Riverside Press Cambridge Project Gutenberg

杉浦宏訳『教育における道徳原理』未来社、1968年
- How We Think (1910)

植田清次訳『思考の方法――いかにわれわれは思考するか』春秋社、1955年
- German Philosophy and Politics (1915)

足立幸男訳『ドイツ哲学と政治――ナチズムの思想的淵源』木鐸社、1977年
- Democracy and Education: an introduction to the philosophy of education (1916)

帆足理一郎訳『民主主義と教育――教育哲学概論』春秋社、1959年
松野安男訳『民主主義と教育』岩波文庫（上・下）、1975年
金丸弘幸訳『民主主義と教育』玉川大学出版部、1984年
河村望訳『民主主義と教育』人間の科学社、2000年［デューイ＝ミード著作集（9）］
- Reconstruction in Philosophy (1919)

中島慎一訳『哲学の改造』岩波書店、1921年
仁戸田六三郎訳『哲學の改造』春秋社、1950年
清水幾太郎、清水禮子訳『哲学の改造』岩波文庫、1968年
河村望訳『哲学の再構成』人間の科学社、1995年［デューイ＝ミード著作集（2）］
- Human Nature and Conduct: An Introduction to Social Psychology

東宮隆訳『人間性と行為――社会心理学入門』春秋社、1960年
河村望訳『人間性と行為』人間の科学社、1995年［デューイ＝ミード著作集（3）］
- Letters From China And Japan (1920)                                                                                                                                             　梓澤登訳『デューイが見た大正期の日本と中国　家族への手紙』論創社、2024年

- China, Japan and the U.S.A. (1921)
- Experience and Nature (1925)

帆足理一郎訳『経験と自然』春秋社、1959年
河村望訳『経験と自然』人間の科学社、1997年［デューイ＝ミード著作集（4）］
- The Public and its Problems (1927)

阿部斉訳『現代政治の基礎――公衆とその諸問題』みすず書房、1969年／ちくま学芸文庫、2014年
植木豊訳『公衆とその諸問題』ハーベスト社、2010年
- The Quest for Certainty Gifford Lectures (1929)

植田清次訳『確実性の探究』春秋社、1950年
河村望訳『確実性の探求』人間の科学社、1996年［デューイ＝ミード著作集（5）］
- The Sources of a Science of Education (1929) The Kappa Delta Pi Lecture Series

杉浦宏訳『教育科学の本源』明玄書房、1966年
河村望訳『学校と社会／経験と教育』人間の科学社、2000年［デューイ＝ミード著作集（7）］
- Individualism Old and New (1930)

明石紀雄訳、本間長世解説『ジョン・デューイ　新しい個人主義の創造』（アメリカ古典文庫13）研究社出版、1975年
- Philosophy and Civilization (1931)
- Ethics, second edition (with James Hayden Tufts) (1932)

ジェームス・エッチ・タフツ共著、菰田萬一郎訳『倫理學』博文館、1919年
ジェイムス・H・タフツ共著、帆足理一郎訳『倫理学［全訳］』春秋社、1962年
タフツ共著、久野収訳『社会倫理学』河出書房新社、1972年
河村望訳『倫理学』人間の科学社、2002年［デューイ＝ミード著作集（10）］※デューイ執筆部分のみ収録
- Art as Experience (1934)

鈴木康司訳『芸術論――経験としての芸術』春秋社、1969年
河村望訳『経験としての芸術』人間の科学新社、2003年［デューイ＝ミード著作集（12）］
栗田修訳『経験としての芸術』晃洋書房、2010年
- A Common Faith (1934)

岸本英夫訳『誰れでもの信仰――デュウイー『宗教論』』春秋社、1956年
河村望訳『自由と文化／共同の信仰』人間の科学新社、2002年［デューイ＝ミード著作集（11）］
栗田修訳『人類共通の信仰』晃洋書房、2011年
- Liberalism and Social Action (1935)

明石紀雄訳、本間長世解説『ジョン・デューイ　自由主義と社会的行動』研究社出版、1975年
河村望訳『自由と文化／共同の信仰』人間の科学新社、2002年［デューイ＝ミード著作集（11）］
- Experience and Education（英語版） (1938)

原田實訳『經驗と教育』春秋社、1956年
河村望訳『学校と社会／経験と教育』人間の科学社、2000年［デューイ＝ミード著作集（7）］
市村尚久訳『経験と教育』講談社学術文庫、2004年
- Logic: The Theory of Inquiry (1938)

魚津郁夫訳「論理学――探究の理論」、上山春平責任編集『パース・ジェイムズ・デューイ』（世界の名著59）中央公論社、1980年、所収。
河村望訳『行動の論理学――探求の理論』人間の科学新社、2013年
- Freedom and Culture (1939)

細野武男訳『自由と文化』法律文化社、1951年
明石紀雄訳、本間長世解説『ジョン・デューイ　自由と文化』研究社出版、1975年
河村望訳『自由と文化／共同の信仰』人間の科学新社、2002年［デューイ＝ミード著作集（11）］
- Theory of Valuation (1939).  ISBN 0-226-57594-2

磯野友彦訳『評価の理論』関書院、1957年
- Knowing and the Known (1949)
- Unmodern Philosophy and Modern Philosophy ISBN 0809330792 (Lost in 1947, finally published in 2012)[24]
- 杉浦宏訳『教育における興味と努力』明治図書出版、1972年
- 杉浦宏、石田理訳『今日の教育』明治図書出版、1974年
- 杉浦宏、田浦武雄編訳『人間の問題』明治図書出版、1976年
- 大浦猛編、遠藤昭彦、佐藤三郎訳『実験学校の理論』明治図書出版、1977年
- 杉浦宏、田浦武雄、三浦典郎ほか訳『明日の学校教育』明治図書出版、1978年

## 逸話
- 日本国内に日本デューイ学会がある。
- 神学者のラインホルド・ニーバーも初期にはデューイに影響をうけるも、のち離れた[25]。
- 数学者の岡潔はデューイの教育論に対し著書でしばしば強く批判している。